# Chakcharans flygplats
Chakcharans flygplats är en flygplats i Afghanistan. Den ligger i provinsen Ghor, i den centrala delen av landet, 400 kilometer väster om huvudstaden Kabul. Chakcharans flygplats ligger 2 291 meter över havet.
Närmaste större samhälle är provinshuvudstaden Chaghcharan.